# Secretaría del Trabajo y Previsión Social
La Secretaría del Trabajo y Previsión Social de Mèxic és la Secretaria d'Estat encarregada de les relacions obrer-patró, així com dels contractes, conciliacions i mètodes de treball. A més, fomenta la capacitació laboral en coordinació amb la Secretaría de Educación Pública.

## Funcions
Segons l'article 40 de la Ley Orgánica de la Administración Pública Federal Arxivat 2009-03-01 a Wayback Machine., li correspon el despatx, entre d'altres, de les següents funcions:
- Vigilar l'observació i aplicació de les disposicions relatives contingudes en l'article 123 i altres de la Constitució Federal, en la Llei Federal del Treball i en els seus reglaments.
- Coordinar la formulació i promulgació dels contractes de la llei de treball.
- Promoure l'increment de la productivitat del treball.
- Promoure el desenvolupament de la capacitació i l'ensinistrament en i per al treball, així com realitzar recerques, prestar serveis d'assessoria i impartir cursos de capacitació que per incrementar la productivitat en el treball requereixin els sectors productius del país, en coordinació amb la Secretaría de Educación Pública.
- Establir i dirigir el servei nacional d'ocupació i vigilar el seu funcionament.
- Coordinar la integració i establiment de les Juntes Federals de Conciliació, de la Junta Federal de Conciliació i Arbitratge i de les comissions que es formin per regular les relacions obrer-patronals que siguin de jurisdicció federal, així com vigilar el seu funcionament.
- Portar el registre de les associacions obreres, patronals i professionals de jurisdicció federal que s'ajustin a les lleis.
- Dirigir i coordinar la Procuraduria Federal de la Defensa del Treball.
- Establir la política i coordinar els serveis de seguretat social de l'administració pública federal, així com intervenir en els assumptes relacionats amb el segur social en els termes de la llei.
- Estudiar i projectar plans per impulsar l'ocupació al país.

## Organigrama

### Òrgans Administratius, Descentralitzats i Entitats
Per dur a terme aquestes funcions, la secretaria compta amb les següents unitats administratives:
- Subsecretaría del Trabajo
- Subsecretaría de Empleo y Productividad Laboral
- Subsecretaría de Inclusión Laboral
- Oficialía Mayor
- Congreso del Trabajo
- Procuraduría Federal de la Defensa del Trabajo
- Comite Nacional Mixto de Protección al Salario
- Comisión Nacional de los Salarios Mínimos
- Servicio Nacional de Empleo
- Junta Federal de Conciliación y Arbitraje
- Instituto del Fondo Nacional para el Consumo de los Trabajadores

## Programes
- Programa de Autogestión en Seguridad y Salud en el trabajo

## Normativitat
La secretaria del treball és l'encarregada de vigilar el compliment de la normativitat en Seguretat i Salut en el treball en tot el territori mexicà, totes aquestes disposicions tenen com a fonament a l'article 123 de la Constitució Política dels Estats Units Mexicans.

### Lleis
- Llei Federal del Treball

### Reglaments
- Reglamento Federal de Seguretat, Higiene i Medi ambient de treball

### Normes Oficials Mexicanes
- Normes de Seguretat
- Normes de Salut
- Normes d'Organització
- Normes específiques
- Normes de producte

## Llista de secretaris del Treball i Previsió Social de Mèxic

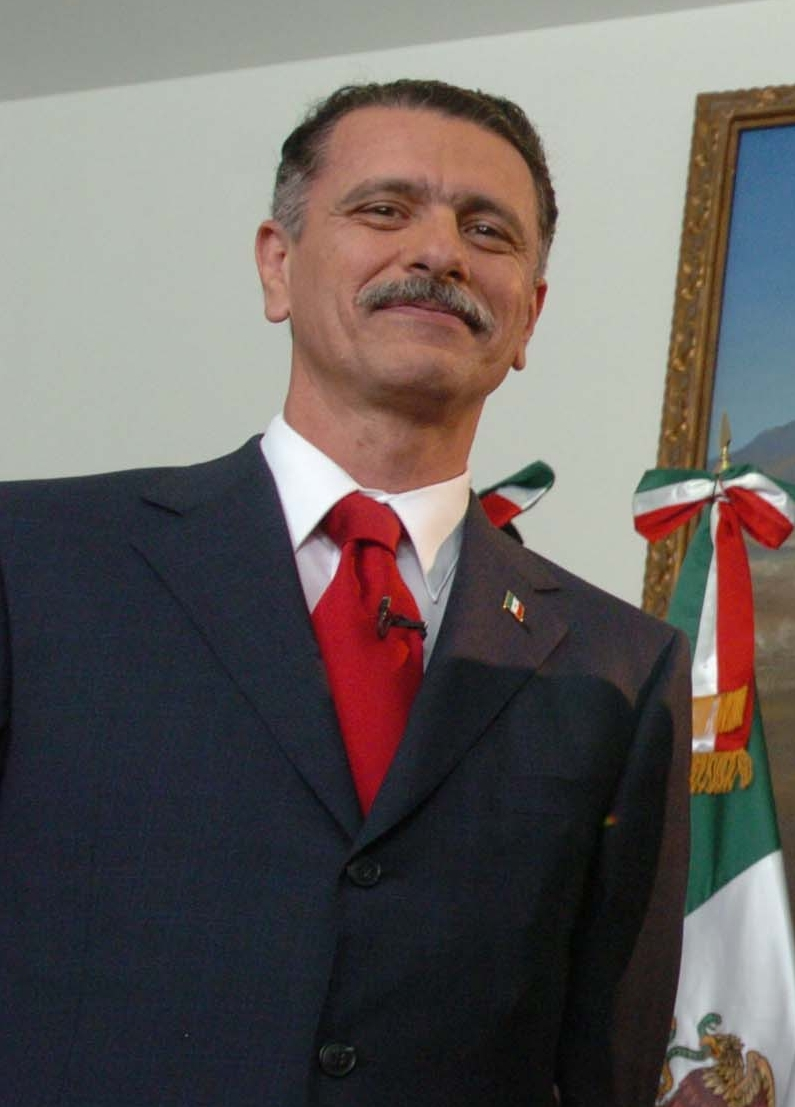
Carlos Abascal (2000-2005).

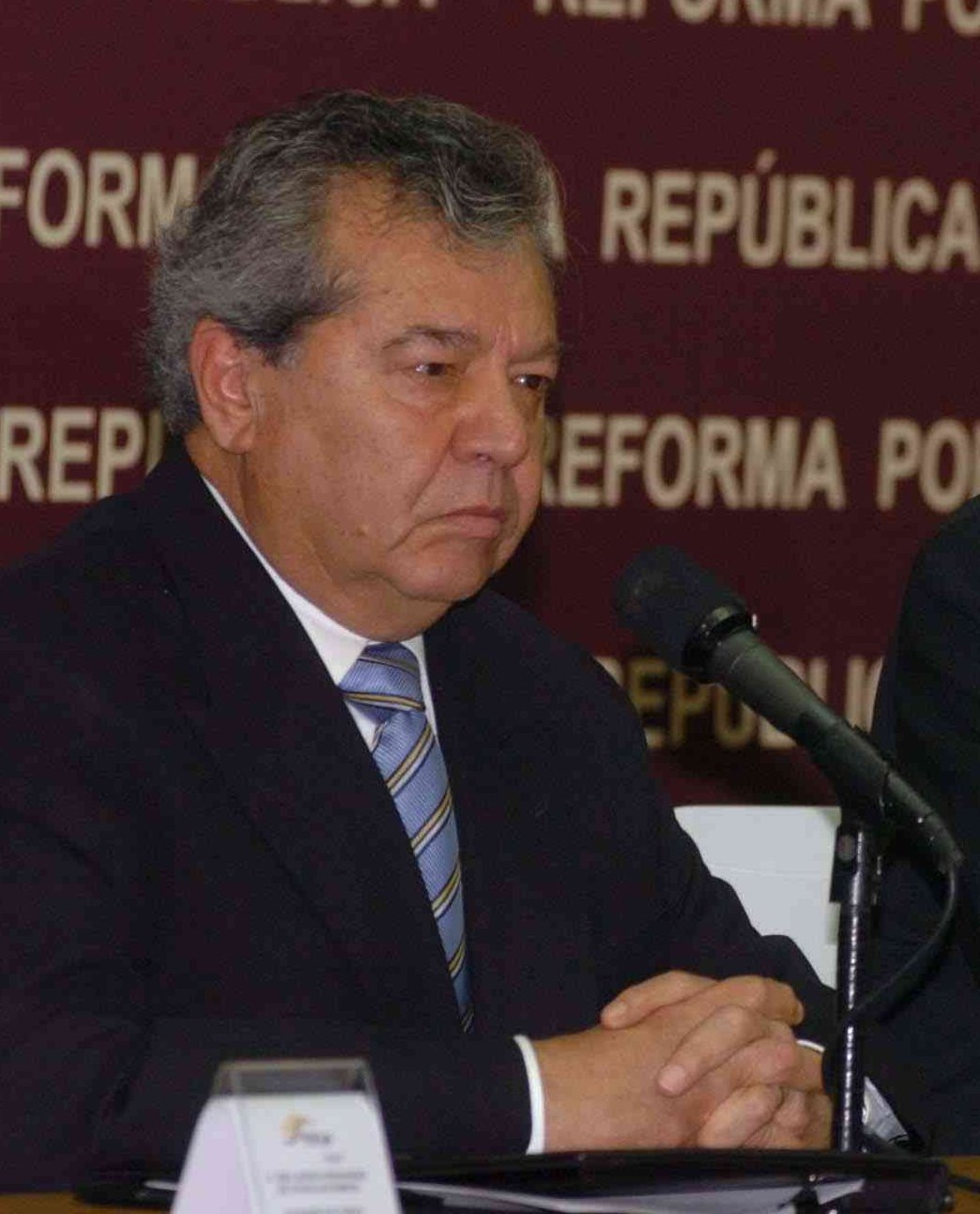
Porfirio Muñoz Ledo (1972-1975).

- Govern de Manuel Ávila Camacho (1940 - 1946)
  - (1940 - 1943): Ignacio García Téllez
  - (1943 - 1946): Manuel R. Palacios
- Govern de Miguel Alemán (1946 - 1952)
  - (1946 - 1948): Andrés Serra Rojas
  - (1948 - 1952): Manuel Ramírez Vázquez
- Govern d'Adolfo Ruiz Cortines (1952 - 1958)
  - (1952 - 1957): Adolfo López Mateos
  - (1957 - 1958): Salomón González Blanco
- Govern d'Adolfo López Mateos (1958 - 1964)
  - (1958 - 1964): Salomón González Blanco
- Govern de Gustavo Díaz Ordaz (1964 - 1970)
  - (1964 - 1970): Salomón González Blanco
- Govern de Luis Echeverría Álvarez (1970 - 1976)
  - (1970 - 1972): Rafael Hernández Ochoa
  - (1972 - 1975): Porfirio Muñoz Ledo
  - (1975 - 1976): Carlos Gálvez Betancourt
- Govern de José López Portillo (1976 - 1982)
  - (1976 - 1981): Pedro Ojeda Paullada
  - (1981 - 1982): Javier García Paniagua
  - (1982): Sergio García Ramírez
- Govern de Miguel de la Madrid Hurtado (1982 - 1988)
  - (1982 - 1988): Arsenio Farell Cubillas
- Govern de Carlos Salinas de Gortari (1988 - 1994)
  - (1988 - 1994): Arsenio Farell Cubillas
  - (1994): Manuel Gómez Peralta
- Govern d'Ernesto Zedillo Ponce de León (1994 - 2000)
  - (1994 - 1995): Santiago Oñate Laborde
  - (1995 - 1998): Javier Bonilla García
  - (1998 - 1999): José Antonio González Fernández
  - (1999 - 2000): Mariano Palacios Alcocer
- Govern de Vicente Fox (2000 - 2006)
  - (2000 - 2005): Carlos Abascal Carranza
  - (2005 - 2006): Francisco Javier Salazar Sáenz
- Govern de Felipe Calderón Hinojosa (2006 - 2012)
  - (2006 - 2011): Javier Lozano Alarcón
  - (2011 - 2012): Rosalinda Vélez Juárez
- Govern d'Enrique Peña Nieto (2012 -)
  - (2012 -): Alfonso Navarrete Prida